# Kiriłł Sieriebriennikow
Kiriłł Sieriebriennikow, ros. Кирилл Семёнович Серебренников (ur. 7 września 1969 w Rostowie nad Donem) – rosyjski reżyser i scenarzysta, odnoszący sukcesy zarówno w filmie, jak i w teatrze. Laureat licznych nagród międzynarodowych.

## Filmografia

### Reżyser
- 2004: Doktor Ragin
- 2005: Postelnye stseny
- 2006: Grając ofiarę
- 2008: Dzień w Juriewie
- 2009: Krótkie spięcie
- 2012: Zdrada
- 2016: Uczeń
- 2018: Lato
- 2021: Gorączka
- 2022: Żona Czajkowskiego